# Irman Smajic
Irman Smajic, född 11 januari 1983, är en svensk MMA-utövare av bosnisk härkomst som vunnit SM, EM och VM i amatör-MMA.

## Bakgrund
Smajic är tandhygienist. 

## Kampsport
Smajic började inte träna MMA förrän 2013 då han kraftigt överviktig på 155,5 kg klev in på kampsportcentret i Linköping och ville göra något åt det. Han har under sin relativt korta karriär ändå hunnit vinna: SM, EM och VM i MMA A-klass (amatör-MMA).

### Amatörshootfighting
Smajic gick en amatörmatch i Shootfighting vid The Zone challenge 3 2014 mot Tobias Morsing. En match Smajic förlorade via domslut.

### Amatör-MMA

#### IMMAF EM, VM
Åren 2016 och 2017 gick det mesta Smajics väg. Han hade redan 2015, efter två års träning inom MMA, vunnit EM-silver, men de två nästkommande åren var när det verkligen släppte för honom. Trots att han gav sig upp i supertungvikt i EM samma säsong som han tävlade i tungvikt i VM så vann han båda och blev därigenom den förste person att vinna guld i två viktklasser.

#### Asian Open
UFC och IMMAF (Internationella MMA-förbundet) satte tillsammans upp Asian Open Championship i Singapore för att hjälpa sporten växa i regionen. Första gången turneringen anordnades gick den av stapeln under Fight Week inför UFC Fight Night: Holm vs. Correia i Singapore 17 juni 2017. I en turnering med atleter från 17 länder gick Smajic hela vägen och vann genom att besegra libanesen Chaddad Alexandre via TKO i finalen guld i tungviktsklassen.

### Professionell MMA

#### Superior Challenge
Smajic debuterade i professionellt sammanhang vid SC 18 på underkortet där han mötte en annan proffsdebutant, Malik Jahmaze. Smajic vann via TKO.
Nästa match gick vid Linköpingsorganisationen Excellence Fighting Championships första gala där han på huvudkortet mötte serben Ivan Vičić (7-13) som han besegrade via TKO i första ronden.
Nästa match var han tänkt att vara tillbaka under Superior Challenges flagg och han var först matchad mot spanjoren Jose Agustin (6-13) vid SC 20 på fitnessfestivalen 7 december 2019. Spanjoren var tvungen att dra sig ur på grund av en olycka och Smajic matchades istället mot tysken Florian Reitz (1-1). En dag innan galan, 6 december 2019, skadade Smajic menisken samt drog knäet ur led och tvingades därför dra sig ur matchen.

#### Brave Combat Federation
Nästa match gick istället under Brave CF:s flagg, vid Brave CF 37 den 1 augusti 2020 på Clarion Hotel Sign i Stockholm. Smajic mötte turken Fatih Aktas (5-3) som även han debuterade under Brave-flagg. Smajic vann via enhälligt domslut.

## Tävlingsfacit

### MMA
| Resultat | Facit | Motståndare         | Metod               | Evenemang             | Datum           | Rond | Tid  | Plats              | Notering |
| -------- | ----- | ------------------- | ------------------- | --------------------- | --------------- | ---- | ---- | ------------------ | -------- |
| Vinst    | 1-0   | Malik Jahmaze (SWE) | TKO (slag)          | Superior Challenge 18 | 1 december 2018 | 2    | 4:55 | Älvsjö, Sverige    |          |
| Vinst    | 2-0   | Ivan Vičić (SER)    | TKO (slag)          | Excellence FC 1       | 4 maj 2019      | 1    | n/a  | Linköping, Sverige |          |
| Vinst    | 3-0   | Fatih Aktas (TUR)   | Domslut (enhälligt) | Brave CF 37           | 1 augusti 2020  | 3    | 5:00 | Stockholm, Sverige |          |

### Amatör-MMA
| Antal matcher        | Vunna matcher | Förlorade matcher |
| -------------------- | ------------- | ----------------- |
| Totalt               | 14            | 3                 |
| Via KO               | 5             | 1                 |
| Via submission       | 4             | 1                 |
| Via poäng            | 5             | 1                 |
| Via diskvalificering | 0             | 0                 |
| Oavgjorda            | 0             | 0                 |

### Amatörshootfighting
| Antal matcher | Vunna matcher | Förlorade matcher |
| ------------- | ------------- | ----------------- |
| Totalt        | 0             | 1                 |
| Via poäng     | 0             | 1                 |
| Oavgjorda     | 0             | 0                 |